# Alone Again, Natura-Diddily
"Alone Again, Natura-Diddily" är avsnitt 14 från säsong elva av Simpsons och sändes på Fox den 13 februari 2000. I avsnittet dör Maude Flanders på en racerbana då Homer försökte få en gratis T-shirt. Efter att Maude dör försöker Homer hjälpa Ned Flanders att hitta kärleken igen. Shawn Colvin gästskådespelar i avsnittet som sångaren Rachel Jordan. Avsnittet skrevs av Ian Maxtone-Graham och regisserades av Jim Reardon. Maggie Roswell gjorde rösten till Maude till våren 1999, detta fick författarna att döda henne. Avsnittet var uppmärksammat innan sändningen för en missvisande trailer.

## Handling
Familjen Simpson besöker ett fågelreservat och upptäcker att de byggt en racerbana mitt i skogen. Familjen bestämmer sig för att gå och kolla på ett lopp. I publiken sitter också  Ned Flanders och hans familj, under racet börjar en grupp cheerleaders dela ut gratis t-shirts till publiken genom att skjuta iväg dem med kanoner. Homer försöker få tag i en t-shirt men precis då tjejerna ska skjuta iväg tröjan böjer han sig ner för att plocka upp ett bobby stift. Tröjan träffar då Maude som var bakom honom och hon ramlar och puttas nedför arenan och landar på parkeringsplatsen. Dr Hibbert springer och kollar till henne och upptäcker att hon har avlidit. 
Det är dags för begravningen och Homer tycker synd om Ned och visar stor medkänsla för honom, samma gör de andra invånarna i Springfield. På natten efter begravningen har Ned svårt att sova och besöker Homer för att prata med honom. Nästa dag börjar Homer spela i hemlighet in en dejtingvideo om Ned. Efter klippningen visar han filmen för Ned som inte känner sig redo för att börja dejta igen men efter en tid lämnar han in filmen och dejtar Lindsey Naegle och Edna Krabappel men får ingen kemi.
På kvällen är Ned arg på Gud för han tycker det var fel att ta Maude och nästa söndag struntar han att gå i kyrkan. Ned inser dock snabbt sitt misstag och åker till kyrkan. På mässan uppträder det kristnarockbandet, Kovenant och Ned blir berörd av sången som sångaren Rachel Jordan sjunger. Ned förlåter Gud och pratar efter mässan med Rachel om hur sången berörde honom. Rachel lovar Ned att då hon kommer till staden nästa gång kan de ta en fika vilken han tycker är trevligt.

## Produktion
"Alone Again, Natura-Diddily" skrevs av Ian Maxtone-Graham och regisserades av Jim Reardon. Författarna skrev in delen med racerbanan eftersom de tänkte ha med en NASCAR-förare, men ingen de tillfrågade ville medverka eftersom de inte ville skämta om NASCAR. I avsnittet dödar man Maude Flanders, eftersom röstskådespelaren som gör rösten, Maggie Roswell lämnade serien under våren 1999 då hon inte var nöjd med lönen. Roswell hade efter 1994 fått åka till Los Angeles från Denver två gånger varje vecka, vilket hon blev trött på och flygbiljetterna är inte billiga. Hon ville höja från 2000 dollar per avsnittet till 6000 dollar men det var för mycket för Fox som kunde bara höja den med 150 dollar.
Marcia Mitzman Gaven fick därefter spela in rollfigurerna som Roswell gör, blandat annat gör hon Maude i avsnittet liksom i några tidigare avsnitt. Författarna fick därför möjligheten att döda henne och samtidigt få möjlighet att ge serien fler historier. Då idén föreslogs gillade man den eftersom hon inte är en av favoriterna hos tittarna. Roswell började jobba med Simpsons igen under 2002 efter möjligheten kom att spela in replikerna i hennes hem. Eter avsnittet har Roswell gjort Maude i scenerna där hon medverkar.
Roswell anser att Ned klarar sig utan Maude men anser att är en av få karaktärer som kan bli sårbar. Scully bestämde att de skulle visa känslomässiga scener i avsnittet och inte skämta hela tiden. En scen som klipptes bort från manuset var när Rod och Todd Flanders diskuterade deras mors död, de ville ha en scen som visar barnens känslor men de blev bara sorgset. Scully anser att scenen var sött men det var för svårt att ge en humor i nästa scen. Shawn Colvin gästskådespelare i avsnittet som Rachel Jordan, som senare också medverkade i "I'm Goin' to Praiseland". Colvin gjorde inte så mycket efterforskningar om hennes medverkan innan inspelningen för att inte ge figuren ett djup. Colvin gillade sin medverkan och visat upp den på några av hennes konserter. och även framfört sången hon sjunger i avsnittet. Då hon gjorde det på en konsert under 2001 blev låten den som fick bäst respons av publiken. Låten finns i albumet The Simpsons: Testify.

## Mottagande
Avsnittet sändes på Fox i USA den 13 februari 2000 och hamnade på plats 17 över mest sedda program under veckan med en Nielsen ratings på 10.7 och var det mest sedda programmet på Fox under veckan och sågs av 10,8 miljoner hushåll. Scully misstänkte att avsnittet skulle ge höga tittarsiffror. De avslöjade inte vilken rollfigur som skulle dö för att skapa spekulationer. Fox sände inte avsnittet ut i förväg heller till recensenterna för att behålla hemligheten. Tidningen Contra Costa Times skrev innan avsnittet att många trodde att Maude ska dö. Titeln "Alone Again, Natura-Diddly" som presenterades innan avsnittet sändes gav den känslan för många. Hos The Post-Standard trodde William LaRue det eftersom det stod "diddly" i titeln, en annan sak som gav den misstanken var att Roswell slutat med serien. Gregory Hardy på Orlando Sentinel har placerat avsnittet på plats 11 över bästa avsnittet i serien med temat sport. I IGN har Robert Canning gett avsnittet betyg 7 av 10 och kommenterat avsnittet med att först dör Madue, sen dejtar Ned och sen tvivlar han på Gud, dessa delar kunde blivit enskilda avsnitt. Canning anser att det var dåligt att de snabbade på allt i avsnittet och att den bästa delen var då Ned dejtade Edna.
Hos DVD Movie Guide har Colin Jacobson anset att det var dåligt att döda Maude bara för Roswell slutade med serien. Han kunde accepterat det mera om de gjorts på ett bättre sätt, han anser att avsnitt bara var lamt. Hos Winnipeg Free Press anser Randall King att det var roligt att Maude dog av en t-shirt som sköts från en kanon, men att de gjort ett fel att döda Maude.  Innan avsnittet sändes innehåll trailern en scen där Lenny Leonard blir träffad av ett bilhjul då speakern sade att en i Springfield kommer att dö, scenen valdes för att spekulera i att det var han. Många trodde att avsnittet skulle göra en parodi av en olycka på Lowe's Motor Speedway under 1999. VD:n Jerry Gappens trodde så mycket på det så han sade till media att göra en parodi på det är oansvarigt. Det gick så långt så Lowe's Motor Speedway tänkte allmänna Fox. WCCB valde sedan att inte visa trailern för avsnittet så en ny trailer gjordes där scenen med Lenny inte var med. Antonia Coffman från produktionen har sagt då att scenen inte är en parodi på olyckan.